# Athysanus minutepunctatus
Athysanus minutepunctatus är en insektsart som beskrevs av Lethierry 1874. Athysanus minutepunctatus ingår i släktet Athysanus och familjen dvärgstritar. Inga underarter finns listade i Catalogue of Life.